# Wilhelm Eckstein

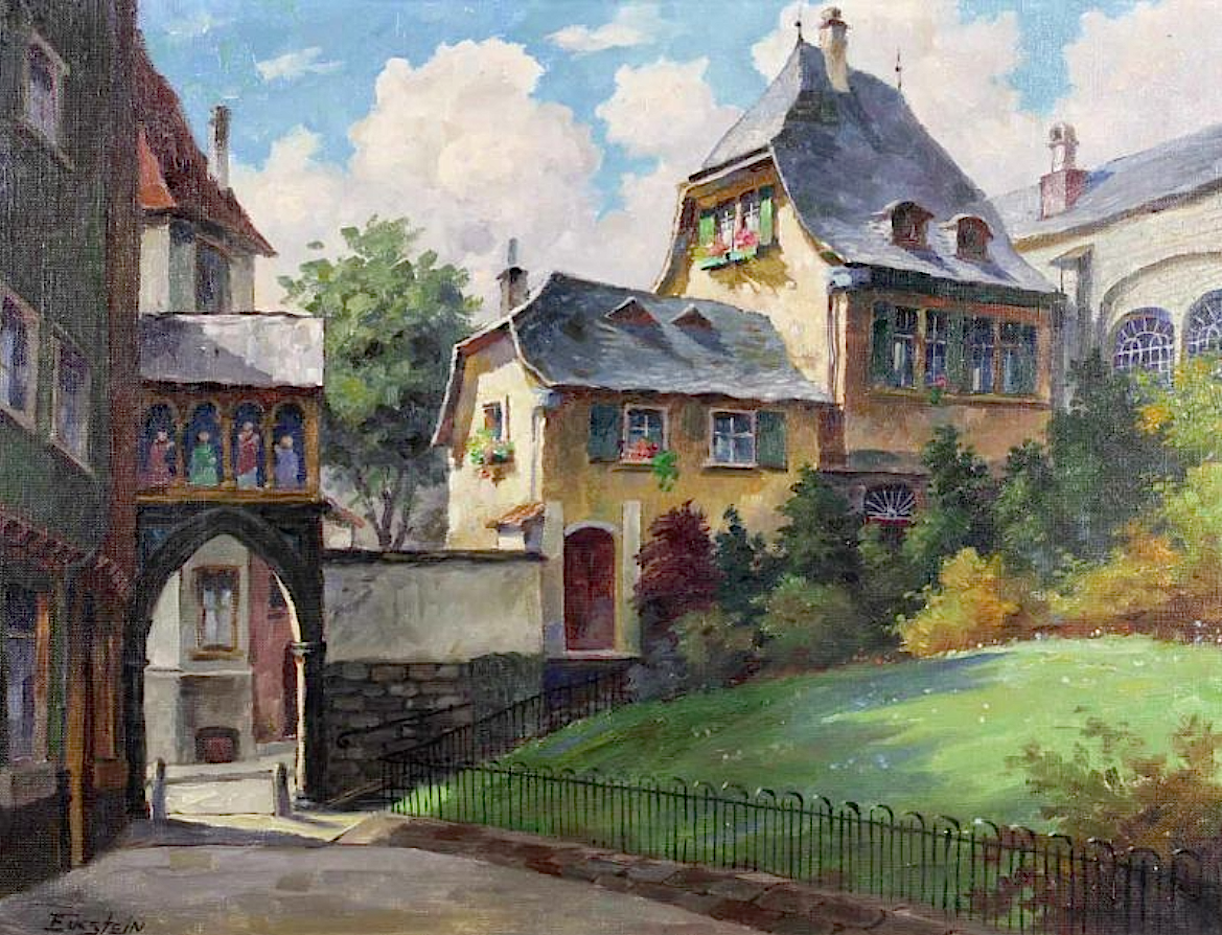
Wilhelm Eckstein: Dreikönigenpförtchen in Köln

Wilhelm Eckstein (* 28. Oktober 1863 in Lauterbach, Provinz Oberhessen; † 29. Juli 1936 in Düsseldorf) war ein deutscher Maler und Zeichner der Düsseldorfer Schule.

## Leben
Wilhelm Eckstein studierte 1883 bis 1885 und 1887 bis 1895 Malerei an der Kunstakademie Düsseldorf, unterbrochen von Studien an der Königlichen Akademie der Künste zu Berlin. Zuletzt war er in Düsseldorf als Meisterschüler bei Eduard von Gebhardt und hier unter anderem mit dem Gebhardt-Schüler Rudolf Schäfer befreundet. Seit 1895 in Düsseldorf niedergelassen, heiratete er 1898 Else Bosch, eine Tochter des Malers Ernst Bosch, und arbeitete in einem eigenen Atelier im Hause des Schwiegervaters. Ecksteins frühes Gemälde Heilige Nacht wurde 1896 auf der Internationalen Kunstausstellung in Berlin und im Kunstverein in Breslau gezeigt. Ein Weiblicher Akt, den er 1907 schuf, befindet sich im Von der Heydt-Museum in Wuppertal. Neben der Malerei beschäftigte sich Eckstein zunehmend mit Techniken des Scherenschnitts und Laubsägearbeiten. Seine Märchen- und Tierdarstellungen zog er häufig auch auf Fotopapier ab.
1913/14 war Heinrich M. Davringhausen einer seiner Privatschüler; weitere waren Adolf C. Schleicher, Henriette Jonas und Hedwig Petermann. Eckstein war Mitglied im Düsseldorfer Künstlerverein Malkasten sowie des Akademischen Vereins Tartarus.

## Schriften
- Scherenschnitte. Muster zum Schneiden und Sägen für die Lazarettbeschäftigung. Bagel, Düsseldorf 1915[6][7]